# Josef Luska
Prof. ThDr. Josef Luska (4. prosince 1907 Rychtářov – 20. června 1990 Olomouc) byl český katolický kněz, profesor východní teologie, staroslověnštiny a speciální dogmatiky.

## Život
Středoškolské vzdělání získal na arcibiskupském gymnáziu v Kroměříži, kde v roce 1927 maturoval. Ke kněžství studoval na Cyrillo-Methodějské bohoslovecké fakultě v Olomouci, kterou zakončil v roce 1932. Poté byl v témže roce vysvěcen na kněze a začal působit v pastoraci. V letech 1934-1936 byl kaplanem ve farnosti Kravaře. Se studiem na Cyrilometodějské teologické fakultě v Olomouci pokračoval, získal zde doktorát teologie a 19. května 1936 byl promován. K dalším studiím byl vyslán na Papežský orientální institut do Říma (Pontificium Institutum Orientale), kde studoval v letech 1932-1936. Studium na Orientálním institutu zakončil doktorátem východních církevních věd a byl 14. listopadu 1940 promován. Od 1. října 1939 byl jmenován na Cyrillo-Methodějské bohoslovecké fakultě v Olomouci suplentem jazyka a literatury staroslověnské. Po uzavření vysokých škol ponechán na fakultě jako pomocná vědecká síla. V roce 1941–1942 přednášel o východní teologii na Arcidiecézním bohosloveckém učilišti (při dominikánském učilišti) v Olomouci. Od června 1945 se stal opět suplentem na Cyrillo-Methodějské bohoslovecké fakultě v Olomouci. 16. dubna 1946 byl jmenován docentem pro obor staroslověnštiny a východní teologie, po předložení práce s názvem: "De argumentis Eugenii Akvilonov contra conceptum Ecclesiae prout ea est societas", s účinností od 19. února 1946. Dne 31. července 1946 byl jmenován asistentem, s účinností od 1. března 1946. Jeho jmenování se pak pravidelně opakovalo až do 28. února 1950, kdy byl na Cyrilometodějské teologické fakultě navržen na jmenování mimořádným profesorem. Veden v tomto stavu byl do 31. prosince 1950. Dne 30. ledna 1951 byl jmenován na Římskokatolické Cyrilometodějské bohoslovecké fakultě v Praze profesorem speciální dogmatiky, s účinností od 1. ledna 1951. Jeho akademické působení však bylo ukončeno k 31. srpnu 1953. Od 1. září 1953 byl v pastoraci. 12. října 1970 byl jmenován na Římskokatolické Cyrilometodějské bohoslovecké fakultě v Praze se sídlem v Litoměřicích, pobočce v Olomouci profesorem speciální dogmatiky, s účinností od 1. října 1969. Jeho akademické působení bylo ukončeno 31. srpna 1974. Zemřel 20. června 1990 v Olomouci.